# 李云庆 (1961年)
李云庆（1961年8月），中共党员，第四军医大学（今中国人民解放军空军军医大学）基础部人体解剖与组织胚胎学教研室主任、教授、博士生导师，研究方向为人体解剖学教学和镇痛机制的神经学基础研究。中华人民共和国教育部第二批“长江学者”特聘教授。承担“863”项目等多个重点科研项目、中国解剖学会等多个学会理事、《神经解剖学杂志》主编和多个SCI专业期刊编委、发表论文百余篇、出版多本专著、获国家科技进步一等奖等多项奖项。

## 生平
20世纪末，先后就读和毕业于第四军医大学和京都大学医学部，最高取得博士学位。